# Peter Blomquist
Peter Blomquist (New York, 26 januari 19??) is een Amerikaanse acteur. Blomquist is vooral bekend door zijn werk in het computerspel Red Dead Redemption 2, de prequel van het eerdere spel Red Dead Redemption uit 2010 van Rockstar Games, waar hij de motion capture en de stem van het personage Micah Bell verzorgt. Ook was hij te horen als de stem van Dr. Harlan Fontaine in L.A. Noire, een computerspel uit 2011 ook uitgegeven door Rockstar Games. Daarnaast had Blomquist ook zijn eigen televisieserie in 2008 genaamd Get Hit, waar hij de regisseur, schrijver en acteur van is. In deze serie speelde Blomquist het personage Garlyn Thornquist.

## Filmografie

### Films
Inclusief korte films
| Jaar | Titel                                 | Rol   |
| ---- | ------------------------------------- | ----- |
| 2012 | Welcome to Nowhere (Bullet Hole Road) | Agent |
| 2015 | Cry Baby Cry                          | Stem  |
| 2019 | Rawmouth                              | Roble |

### Televisieseries
| Jaar | Titel                | Rol               |
| ---- | -------------------- | ----------------- |
| 2008 | Get Hit              | Garlyn Thornquist |
| 2019 | The Grindhouse Radio | Zichzelf          |

### Computerspellen
| Jaar | Titel                 | Rol                 |
| ---- | --------------------- | ------------------- |
| 2011 | L.A. Noire            | Dr. Harlan Fontaine |
| 2018 | Red Dead Redemption 2 | Micah Bell          |